# Sociedade Esportiva Palmeiras Usina Furlan
A Sociedade Esportiva Palmeiras Usina Furlan foi um clube de futebol sediado em Santa Bárbara d'Oeste, interior do estado de São Paulo. Fundado em 21 de fevereiro de 1960, sucedeu o antigo Usina Furlan Futebol Clube e era mantido por mandatários da Usina Açucareira Furlan.
Por muitos anos, o clube esteve participando em torneios amadores locais. Em 1964, ingressou na quarta divisão profissional, campeonato que disputou até 1968. Foi dissolvido em 1983.

## Títulos
- Taça Cidade de Santa Bárbara: 1962.[5]